# 옥탸브리스카야역 (콜체바야선)
옥탸브리스카야 역(러시아어: Октя́брьская)은 모스크바 지하철 콜체바야 선의 역이다. 1950년 1월 1일에 개장했다.

## 환승
옥탸브리스카야 역에서는 칼루시스코 리시스카야 선의 옥탸브리스카야 역으로 갈아탈 수 있다.